# تشارلز شيرمان
تشارلز شيرمان (بالإنجليزية: Charles Sherman)‏ هو فنان أمريكي، ولد في 1947.